# Purple Haze
"Purple Haze" is een nummer van Jimi Hendrix, geschreven in 1967, dat werd uitgebracht als de tweede single van The Jimi Hendrix Experience. Het verscheen later op de Amerikaanse versie van het album Are You Experienced. Het nummer is een van de "archetypische psychedelische drugsnummers van de sixties" geworden.
In maart 2005 plaatste Q magazine "Purple Haze" op nummer 1 van de lijst The 100 Greatest Guitar Tracks. Rolling Stone plaatste het op nummer 17 van The 500 Greatest Songs of All Time en op nummer 2 van lijst 100 Greatest Guitar Songs of All Time.

## Overzicht
Naar verluidt ontstond het nummer nadat producent Chas Chandler Hendrix de riff backstage hoorde spelen en voorstelde dat hij er een tekst bij zou schrijven. Chandler zegt dat de tekst nooit ingekort is, terwijl Hendrix beweerde dat de oorspronkelijke tekst veel langer was. Hendrix ontkende zelf dat het nummer iets met drugs te maken had; volgens hem was het niet meer dan een liefdeslied. Hij zei dat de zin "Whatever it is, that girl put a spell on me" de sleutelzin van het nummer is.

## Hitnoteringen
In het Verenigd Koninkrijk bereikte "Purple Haze" de derde positie in de hitlijsten, in de Verenigde Staten bereikte het nummer slechts positie 65. In Nederland behaalde het de veertiende plaats in de Nederlandse Top 40.

### Nederlandse Top 40
| Hitnotering: Week 18 t/m 23 van 1967 | Hitnotering: Week 18 t/m 23 van 1967 | Hitnotering: Week 18 t/m 23 van 1967 | Hitnotering: Week 18 t/m 23 van 1967 | Hitnotering: Week 18 t/m 23 van 1967 | Hitnotering: Week 18 t/m 23 van 1967 | Hitnotering: Week 18 t/m 23 van 1967 | Hitnotering: Week 18 t/m 23 van 1967 |
| Week                                 | 1                                    | 2                                    | 3                                    | 4                                    | 5                                    | 6                                    |                                      |
| ------------------------------------ | ------------------------------------ | ------------------------------------ | ------------------------------------ | ------------------------------------ | ------------------------------------ | ------------------------------------ | ------------------------------------ |
| Nummer                               | 31                                   | 23                                   | 17                                   | 14                                   | 25                                   | 25                                   | uit                                  |

### NederlandseSingle Top 100
| Purple Haze in de Nederlandse Single Top 100 - binnen: 06-05-1967 | Purple Haze in de Nederlandse Single Top 100 - binnen: 06-05-1967 | Purple Haze in de Nederlandse Single Top 100 - binnen: 06-05-1967 | Purple Haze in de Nederlandse Single Top 100 - binnen: 06-05-1967 | Purple Haze in de Nederlandse Single Top 100 - binnen: 06-05-1967 | Purple Haze in de Nederlandse Single Top 100 - binnen: 06-05-1967 | Purple Haze in de Nederlandse Single Top 100 - binnen: 06-05-1967 |
| Week                                                              | 1                                                                 | 2                                                                 | 3                                                                 | 4                                                                 | 5                                                                 |                                                                   |
| ----------------------------------------------------------------- | ----------------------------------------------------------------- | ----------------------------------------------------------------- | ----------------------------------------------------------------- | ----------------------------------------------------------------- | ----------------------------------------------------------------- | ----------------------------------------------------------------- |
| Nummer                                                            | 19                                                                | 17                                                                | 12                                                                | 11                                                                | 12                                                                | uit                                                               |

### NPO Radio 2 Top 2000
| Nummer met noteringen in de NPO Radio 2 Top 2000 | '00 | '01  | '02 | '03 | '04 | '05 | '06 | '07 | '08 | '09 | '10 | '11 | '12 | '13 | '14 | '15 | '16 | '17  | '18 | '19  | '20  | '21  | '22  | '23  | '24  |
| ------------------------------------------------ | --- | ---- | --- | --- | --- | --- | --- | --- | --- | --- | --- | --- | --- | --- | --- | --- | --- | ---- | --- | ---- | ---- | ---- | ---- | ---- | ---- |
| Purple Haze                                      | 542 | 1236 | 570 | 491 | 457 | 421 | 608 | 636 | 542 | 382 | 602 | 329 | 406 | 377 | 586 | 766 | 995 | 1055 | 937 | 1032 | 1178 | 1246 | 1469 | 1616 | 1768 |

1. ↑  Een vetgedrukt getal geeft de hoogste notering aan.
2. ↑  2000 was het eerste jaar met een notering voor dit nummer.